# Patatas en ajopollo
Las patatas en ajopollo es un plato de patatas y ajopollo típica de la cocina almeriense. Se acostumbra a servir caliente. 

## Características
Las patatas, cortadas en dados de uno a dos centímetros, se hierven en una cazuela llena de agua con laurel, perejil, pimienta y azafrán. Al terminar, añade huevo escalfado y se sirve con ajopollo recién hecho.